# Lev Semjonovitsj Berg
Lev Semjonovitsj Berg (Russisch: Лев Семёнович Берг; ook bekend als Leo S. Berg) (Bender (Bessarabië), 14 maart 1876 - Leningrad), 24 december 1950) was een Russische geograaf en dierkundige en tussen 1940 en 1950 de voorzitter van het Russisch Geografisch Genootschap.

## Biografie
Lev Berg studeerde hydrobiologie en geografie en specialiseerde zich later in de ichtyologie aan de Universiteit van Moskou. Hij studeerde in 1898 af en werkte tussen 1903 en 1914 aan het zoölogisch museum in Sint-Petersburg. Hij behoorde tot de oprichters van het Geografisch Instituut. van de Universiteit van Sint-Petersburg.
Lev Berg maakte studie van de meren in Midden-Azië waaronder het Balkasjmeer en het Issyk Koelmeer waarvan hij de diepte bepaalde. Hij was van grote betekenis voor de biologie in Rusland en schreef de eerste uitgebreide biogeografische werken over de relatie tussen het klimaat en het voorkomen van levende organismen en hij ontwierp een eigen variant van de evolutietheorie.

## Publicaties
- Nomogenesis; or, Evolution Determined by Law (1922)[1]
- Fresh-water fishes of Russia (1923)
- Discovery of Kamchatka and Bering's Kamchatka Voyages (1924)
- Russian discoveries in the Pacific (1926)[2]
- Principles of climatology (1927) (reprinted 1938)[3]
- Geographical zones of the U.S.S.R. (1937)[4]
- Freshwater fishes of the U.S.S.R. and adjacent countries. Volume 1-3. Israel Program for Scientific Translations Ltd, Jerusalem. 1962-65 (Russian version published 1948-49).[5]
- Natural regions of the U.S.S.R. (1950)[6]
- Classification of fishes, both recent and fossil (1940)[7]
- Loess as a product of weathering and soil formation[8]

- Bibsys: 90042116
- Bibliothèque nationale de France: cb133266923 (data)
- CiNii: DA01147547
- Gemeinsame Normdatei: 128747099
- International Standard Name Identifier: 0000 0001 0876 8880
- Library of Congress Control Number: n84035731
- Nationale Bibliotheek van Letland: 000123437
- Bibliotheek van het Japanse parlement: 00432991
- Nationale Bibliotheek van Tsjechië: ola2002152792
- Nationale bibliotheek van Australië: 36153194
- Nationale Bibliotheek van Israël: 987007277332505171
- Nationale Bibliotheek van Polen: a0000003083158
- Nederlandse Thesaurus van Auteursnamen: 067916481
- Réseau des bibliothèques de Suisse occidentale: 02-A013494397
- Russische Staatsbibliotheek: 000038351
- SNAC: w6x37qfd
- Système universitaire de documentation: 069835098
- Trove: 1220985
- Virtual International Authority File: 19823881
- WorldCat: E39PBJvRQCPGRjJjcbW7wvbGHC